# Nijni Jirim
Nijni Jirim (en rus: Нижний Жирим) és un poble de la República de Buriàtia, a Rússia, segons el cens del 2020 tenia 382 habitants.